# Na Tô Đồ
Na Tô Đồ (tiếng Mãn: ᠨᠠᠰᡠᡨᡠ, Möllendorff: nasutu, giản thể: 那苏图; phồn thể: 那蘇圖) là một quan viên thời nhà Thanh trong lịch sử Trung Quốc. Ông từng làm đến chức Thượng thư, Tổng đốc các tỉnh Lưỡng Giang, Mân Chiết, Lưỡng Quảng. Đồng thời ông cũng là một ngoại thích thời Càn Long khi có con gái được phong làm Hãn Quý phi. 

## Xuất thân
Theo Bát kỳ Mãn Châu thị tộc tông phổ, thủy tổ của Na Tô Đồ là Đoái Tề (兑齐), thuộc Tương Hoàng kỳ, là người đồng tộc với Mục Khắc Đàm Ba Đồ Lỗ (穆克谭巴图鲁), nhiều đời sống ở địa phương, thời kỳ đầu nhà Thanh lập quốc thì đến quy hàng. Ông nội Na Tô Đồ là Cát Lộc (噶禄), được tập thế chức Kỵ đô úy từ người chú Sắc Hách của mình, từng nhậm chức Thị vệ, Nội vụ phủ Chủ sự, Tổng quản Nội vụ phủ Đại thần. Theo Khâm định Bát kỳ thông chí, ông được Khang Hi đặc biệt ban cho đệ nhất thế quản Tá lĩnh đầu tiên của Mãn Châu Tương Hoàng kỳ đệ nhị Tham lĩnh.

## Cuộc đời
Na Tô Đồ tự Hi Văn (羲文), không rõ năm sinh, là người họ Đới Giai thị (戴佳氏) thuộc Mãn Châu Tương Hoàng kỳ. Năm Khang Hi thứ 50 (1711), ông được thừa kế thế chức Tha Sa Lạp Cáp Phiên, được phong làm Lam Linh Thị vệ.
Tháng 4 năm Ung Chính thứ 5 (1727), cả hai Loan Nghi sứ là Ngô Chính Lan và Y Thắc Nạp đều bị cách chức, hầu tước Cát Nhĩ Tát và Nhất đẳng Thị vệ Na Tô Đồ được bổ nhiệm vào thay thế. Tháng 6, ông được thăng làm Binh bộ hữu Thị lang. Chỉ 1 tháng sau, ông vừa giữ chức Binh bộ Thị lang, vừa thay quyền Lại bộ Thị lang. Ngày 1 tháng 11 năm thứ 6 (1728), Hắc Long Giang Tướng quân Phó Nhĩ Đan được điều về kinh thành nhậm chức Binh bộ hữu Thị lang, Na Tô Đồ được điều đến Hắc Long Giang nhậm chức Tướng quân, đứng đầu lực lượng quân đội Bát kỳ trú phòng tại đây.
Năm 1730, Đa Tác Lễ bị hàng làm Ninh Cổ Tháp Phó Đô thống, Na Tô Đồ được bổ nhiệm vào vị trí Phụng Thiên Tướng quân thay cho Đa Tác Lễ. Cũng trong năm này, Na Tô Đồ cùng với Phụng Thiên Phủ doãn Lê Trí Viễn được giao nhiệm vụ hỗ trợ Bình Quận vương Phúc Bành xử lý các công việc của Thanh Phúc lăng. Cuối năm Ung Chính thứ 11 (1733), Ngạc Nhĩ Thái cùng một số quan viên tấu thỉnh việc điều chuyển 2000 quân của Hô Luân Bối Nhĩ. Hắc Long Giang Tướng quân Trác Nhĩ Hải được lệnh dẫn đầu những binh lính này đến quân doanh. Na Tô Đồ được chọn tạm thay quyền chưởng ấn Hắc Long Giang Tướng quân. Từ năm 1735, Na Tô Đồ đã tiếp tục thay quyền quản lý sự vụ của vị trí này thêm 2 lần nữa.
Tháng 8 năm Càn Long nguyên niên (1736), ông được thăng làm Binh bộ Thượng thư thay cho Thông Trí. Đến cuối năm lại đổi làm Hình bộ Thượng thư, do Nột Thân thay thế vị trí ở Binh bộ. Năm sau, ông được điều làm Lưỡng Giang Tổng đốc. Nhưng nhậm chức hơn 2 năm thì ông gặp đại tang mà tạm miễn chức. Đến tháng 9 năm Càn Long thứ 6 (1741), ông tái nhậm nhức Lưỡng Giang Tổng đốc thay cho Dương Siêu Tăng hồi kinh nhậm chức Binh bộ Thượng thư. Sau đó, ông đảm nhiệm chức vụ Tổng đốc ở nhiều địa phương khác bao gồm Mân Chiết vào tháng 5 năm 1742, Lưỡng Quảng vào tháng 7 năm 1744, và Trực Lệ vào tháng 6 năm 1745.
Trong thời gian đảm nhiệm Trực Lệ Tổng đốc, Na Tô Đồ đã đệ trình lên Càn Long điều lệ về việc truân điền của Bát kỳ và cũng là người thúc đẩy việc thực hiện. Năm 1747, ông tiếp tục thượng tấu vấn đề liên quan đến Sơn Hải quan, kiến nghị cấm dân chúng thông thường đến mưu sinh tại vùng đất khởi nguyên của người Mãn bên ngoài Sơn Hải quan. Kiến nghị này được Càn Long phê chuẩn, Na Tô Đồ cũng được ban hàm Thái tử Thiếu phó. Tháng 5 cùng năm, ông kiêm nhiệm thêm Trực Lệ hà đạo Tổng đốc, quản lý việc vận chuyển đường sông ở Trực Lệ. Một năm sau, ông được ban hàm Thái tử Thái bảo, nhậm Lĩnh thị vệ Nội đại thần. Trong khoảng thời gian này, ông vẫn tiếp tục đảm nhiệm Trực Lệ Tổng đốc cho đến khi qua đời vào năm 1749.

## Tương quan
Từ khi Khang Hi liệt việc quản lý sông ngoài vào 1 trong 3 chính sách lớn, đốc phủ của 3 tỉnh Lưỡng Giang cũng bắt đầu tham dự vào các công trình trị thủy, và được giao cho trách nhiệm quản lý những sự vụ liên quan. Từ thời Ung Chính bắt đầu hình thành chế độ đốc phủ địa phương kiêm nhiệm Tổng đốc quản lý đường sông (Hà đạo Tổng đốc), đến thời Càn Long thì quan chế dần hoàn thiện, dẫn đến việc xuất hiện hiện tượng phần lớn Lưỡng Giang Tổng đốc đều là những chuyên gia trong việc quản lý sông ngoài. Na Tô Đồ là một trong số đó, bên cạnh Doãn Kế Thiện, Cao Tấn.
Trong thời gian nhậm chức Lưỡng Giang Tổng đốc, Na Tô Đồ từng kiến nghị cho Càn Long việc xây dựng và cải biến pháo đài vùng duyên hải để tăng mạnh phòng thủ trên biển. Kiến nghị của ông được Hoàng đế phê chuẩn, sau khi thực hiện đã đem lại hiệu quả không tệ. Cũng trong khoảng thời gian này, có năm Giang Nam gặp đại hạn, Càn Long đã điều 30 vạn thạch thóc gạo từ Phúc Kiến đến để cứu giúp nạn dân. Na Tô Đồ đã đề xuất ý kiến rằng, những địa phương nào (trong khu vực quản hạt của ông) không xuất hiện tình trạng thiên tai, toàn bộ lương thực dùng trong việc thủy vận năm đó đều giữ lại để giúp đỡ nạn dân thiên tai; như vậy thì khu vực Lưỡng Giang không lo không có lương thực tiếp tế cho dân chúng. Na Tô Đồ cho rằng, Phúc Kiến là nơi phòng thủ biển quan trọng, tự bản thân lại không phải vùng sản xuất lương thực, vì vậy ông đã thượng tấu lên Càn Long xin chỉ giữ lại 1 phần 3 trong số 30 vạn thạch thóc gạo đó, 2 phần còn lại sẽ vận chuyển ngược về Phúc Kiến. Ý kiến và việc làm của Na Tô Đồ được Càn Long khen là có khí phách của đại thần nơi biên cương.

## Gia đình
- Cha: Đạo Thiện (道禪)
- Anh trai: Hải Thanh (海清; ? – 1710), trở thành Ngự tiền Thị vệ cho Khang Hi khi chỉ mới mười mấy tuổi, tập thế quản Tá lĩnh của gia đình.
- Chính thất: Chương Giai thị (章佳氏)
- Con trai: không rõ số con trai chính xác, trong đó có con trai thứ là A Ngọc Tích (阿玉锡) cưới con gái của tổng thất Vĩnh Kính (永璥),[f] và một người con trai khác cưới con gái của Cần Quận vương Uẩn Đoan (蘊端) – con trai của An Thân vương Nhạc Lạc.
- Con gái:
  - Con gái cả là Hãn Quý phi của Càn Long.
  - Con gái thứ 2 gả cho Giang Tô Tuần phủ An Ninh thuộc họ Vưu thị của Hán quân Chính Hoàng kỳ. Cha của An Ninh là Phong Thắng Ngạch, Đông lăng Tổng quản Nội vụ phủ Đại thần. Một người chị em cùng mẹ của An Ninh gả cho Nhiệt Hà Tổng quản Thượng Phúc Hải, thuộc Nội vụ phủ Chính Bạch kỳ, có cháu nội là Thượng Giai thị trở thành Dự tần của Đạo Quang.
  - Con gái thứ 3 gả cho Hình bộ Thị lang Kỳ Thành Ngạch thuộc họ Hoàn Nhan.
  - Con gái thứ 4 gả cho Nội các Trung thư Phúc Long A thuộc họ Nữu Hỗ Lộc.
  - Con gái thứ 5 gả cho Sơn Tây Tuần phủ Minh Hưng thuộc họ Phú Sát, cháu nội của Lý Vinh Bảo, cháu trai của Hiếu Hiền Thuần hoàng hậu.